# Абдула Ямін
Абдула Ямін Абдул Гаюм (мальд. އަބްދުﷲ ޔާމީން އަބްދުލް ގައްޔޫމް; нар. 21 квітня 1959, Мале, Мальдіви) — президент Мальдівської Республіки (2013—2018).

## Біографія
Абдула Ямін народився 21 квітня 1959 року на Мальдівах. Він єдинокровний брат колишнього протягом 30 років президента країни Момун Абдул Гаюма. Навчався в Американському Університеті в столиці Лівану Бейруті. Потім продовжив освіту в США (Каліфорнія).
У 2013 році Абдула Ямін як представник Прогресивної партії Мальдів брав участь в президентських виборах в країні. Вони неодноразово переносилися. Саме голосування проходило тричі. Результати перших виборів були анульовані Верховним судом. Два перших рази Ямін займав другі місця. Це давало можливість Абдуллі Яміну повторно провести агресивну виборчу кампанію. У вирішальному голосуванні 16 листопада 2013 року його підтримали понад 51 % виборців і він був обраний президентом. На наступний день приведений до присяги.
28 вересня 2015 року на Абдуллу Яміна було скоєно замах, в результаті якого він не постраждав. 24 жовтня по підозрою в участі в організації замаху був заарештований віце-президент Мальдів Ахмед Адіб.
У лютому 2018 року про рішення балотуватися на пост глави Мальдів оголосив екс-президент Мохамед Нашид, який 2015 році був засуджений за звинуваченням у тероризмі і засуджений до 13 років ув'язнення. Вирок був скасований Верховним судом. Президент Ямін звинуватив суддів в спробі державного перевороту і 5 лютого 2018 року ввів в країні надзвичайний стан до березня.
24 вересня 2018 роки після президентських виборів Абдулла Ямін визнав свою поразку, програвши опозиційному кандидату Ібрагіму Мохамеду Соліху, набравши 41,6 % голосів.